# Letiště Varšava-Modlin
Letiště Varšava-Modlin (polsky Port Lotniczy Warszawa/Modlin) je druhé mezinárodní letiště nacházející se 40 km od centra Varšavy u města Nowy Dwór Mazowiecki v Polsku. Vzniklo v roce 1933 jako vojenská základna, mezinárodní terminál byl otevřen v roce 2012. Jako vojenské se toto letiště již nepoužívá.
Je používáno především nízkonákladovým leteckými společnostmi, v současnosti konkrétně společností Ryanair (2017). V roce 2015 se s 2 588 175 přepravenými cestujícími jednalo o páté nejrušnější letiště v zemi. Hlavním letištěm ve Varšavě je letiště Frédérica Chopina to v roce 2016 přepravilo 12 836 510 cestujících.